# Dicéarque
Dicéarque (en grec ancien : Δικαίαρχος / Dikaíarchos ; en latin : Dicaearchus Messenius ; entre 375 et 347 av. J.-C. - entre 285 et 280 av. J.-C.), dit Dicéarque de Messine, est un philosophe, géographe grec, l'un des premiers disciples d'Aristote. Il rompit avec Aristoxène.

## Biographie
La vie de Dicéarque (Δικαίαρχος) est peu documentée. Nous ne disposons pas de sa biographie par Diogène Laërce ; et sa notice dans la Souda est pauvre. Elle nous apprend qu'il serait le fils d'un certain Phidias (Φειδίας) et serait originaire de Messine (Μεσσήνη) en Sicile, ; et qu'il a été l'auditeur (ἀκουστής) — c.-à-d. l'élève direct — d'Aristote. La Souda le relie à Aristoxène en précisant que celui-ci est son contemporain.
Comme Aristoxène, Dicéarque a dû naître vers 376, et serait un peu plus âgé que Théophraste. Son origine sicilienne est confirmée par sa connaissance de mots siciliens et de coutumes conviviales siciliennes. L'attribution à Dicéarque de la mesure, rapportée par Cléomède, d'un arc de méridien, de Syène à Lysimachie, permet de considérer qu'il était actif vers 309-308,,. Le désignation comme rois (reges) des promoteurs des travaux d'odométrie de Dicéarque permet de considérer qu'il était actif en 305,.
Dicéarque a écrit des ouvrages de philosophie, d'histoire, de géographie et de mathématiques. Cicéron, Varron et Pline le Jeune le citent avec honneur.

## Doctrines philosophiques
Il opposa à la philosophie spéculative et à la vie contemplative l'action comme idéal de mode de vie. Les deux élèves d’Aristote qu'étaient Théophraste et Dicéarque s’opposèrent sur la question de savoir s’il fallait opter pour une vie selon l’intellect ou pour une vie engagée dans la Cité. Dicéarque est adepte de la βίος πρακτικός, s’opposant à son condisciple Théophraste , adepte de la νοῦς χωριστός d'Aristote, position en faveur de la vie contemplative. Dicéarque a adressé certains de ses ouvrages, certaines de ses cartes et leurs explications à l’intention de Théophraste.
Sous le titre de Corinthiaques et de Lesbiaques, des dialogues de Dicéarque traitent de l’âme ; il soutient que la matière a par elle-même la faculté de sentir et que l’âme n’est qu’une force vitale naturelle au corps, et n'existe pas en soi.
Ainsi l'âme serait pour lui mortelle. Cependant il admettait que les rêves puissent provenir d'une certaine manière de la Divinité , et donc reconnaissait une certaine forme de divination.

## Histoire
Selon Dicéarque, les Sept sages ne sont ni philosophes, ni sages, mais de bons législateurs et des hommes perspicaces.
D'après la Souda, Dicéarque est l'auteur d'une Constitution des Spartiates (Πολιτεία Σπαρτιατῶν) dont une loi, longtemps respectée, ordonnait la lecture, chaque année, dans le local des archives des éphores, au hébontes. D'après Cicéron, il aurait été l'auteur de trois autres Constitutions : celles d'Athènes, de Corinthe et de Pellène.

### Œuvres à caractère géographique et historique
Dicéarque est l'auteur d'une carte plate qu'il a dressée grâce à des subsides des rois Cassandre et Lysimaque et qu'il a accompagnée d'une explication. Il est le premier à utiliser un système de coordonnées dont les axes de références sont le « diaphragme » et le « perpendiculaire ». Le « diaphragme » est l'axe de coordonnées parallèle à l'équateur, à partir d’un repère centré sur Rhodes.
On lui attribue souvent un calcul de la circonférence de la Terre (300 000 stades),,,,, obtenu à partir de la mesure de l'arc de méridien, de Syène à Lysimachia, rapportée par Cléomède.
Dicéarque croit que l'écoumène est oblong. Il mesure la hauteur de montagnes, dont le Pélion et le Cyllène avec le dioptre,.
Il composa aussi une Histoire de la république de Sparte.

#### Ancienne attribution des «poèmes géographiques»
On lui a longtemps attribué (puis à Scymnos de Chio) les fragments d’un ouvrage sur la Grèce, que l’on trouve dans les Petits géographes grecs édités par Karl Müller au XIXe siècle. Une nouvelle édition de ceux-ci, en 1990 par Didier Marcotte, confirme que ces poèmes géographiques (une périégèse - un guide de voyage - et une description de la Grèce) sont de deux auteurs différents, Héraclide le Crétique et Dionysios, fils de Calliphon.
Ouvrage d’exégèses poétiques et théâtrales
Plusieurs témoignages anciens mentionnent un ouvrage intitulé Hypothèses didascaliques sur l'analyse de la trame narrative du théâtre d'Euripide et d'Eschyle.
Cet ouvrage est perdu, mais plusieurs fragments de papyrus nous fournissent des fragments retravaillés d'après cet ouvrage de l'école d'Aristote.
il s'agit d'une liste de synopsis narratifs des pièces des tragiques grecs.

### Liste de ses ouvrages
- Dialogue sur l'âme
- Le Sacrifice fait à Troie (Περὶ τῆς ἐν Ἰλίῳ ϑυσίας), ouvrage dont le titre est une allusion aux cérémonies religieuses qu'Alexandre le Grand a accomplies au début de sa campagne d'Asie, à Troie, en l'honneur des héros de la guerre de Troie, notamment d'Achille[F 1].
- La Destruction des hommes (Περὶ ἀνθρώπων φθορᾶς), ouvrage dans lequel Dicéarque défend la thèse selon laquelle l'homme est le plus grand danger pour l'homme[F 2].
- Περὶ βίων (« Sur les genres de vies »), ouvrage auquel sont rattachés les fragments biographiques de Dicéarque : Socrate[F 3], les Sept Sages[F 4], Pythagore[F 5], Platon[F 6] et peut-être Héraclite[F 7].
- La Vie de la Grèce (Βίος Ἑλλάδος), une histoire culturelle de la Grèce en trois livres[F 8] : Dicéarque y affirme que l'espèce humaine existe de tout temps[38] ; il y fait une apologie de l'âge d'or[38].
- Le Tripolitique (Τριπολιτικός), ouvrage dans lequel Dicéarque défend la constitution spartiate qu'il considère comme un « mélange proportionné » de monarchie, d'aristocratie et de démocratie[F 9].
- La Descente dans le sanctuaire de Trophonios (Εἰς Τροφωνίου κατάβασις), dialogue, en au moins trois livres, dans lequel Dicéarque critique le faste de l'oracle de Lébadée en Béotie.
- Des Commentaires sur Homère, ouvrage dont le titre n'a pas été conservé[F 10].
- L'Alcée (Περὶ Ἀλκαίου) sur Alcée de Mytilène[F 11].
- Histoire de Sparte
- Hypothèses didascaliques
- De la correspondance de Dicéarque, seule une Lettre à Aristoxène est attestée par Cicéron qui n'en précise pas le contenu[F 12]